# 95882 Longshaw
95882 Longshaw è un asteroide della fascia principale. Scoperto nel 2003, presenta un'orbita caratterizzata da un semiasse maggiore pari a 2,3038019 UA e da un'eccentricità di 0,1452522, inclinata di 5,82444° rispetto all'eclittica.